# Enes Halilović
Enes Halilović (Novi Pazar, 5 marzo 1977) è uno scrittore, poeta e giornalista serbo.

## Biografia e carriera letteraria
Ha fondato nel 2000 l'agenzia di stampa Sanapress,  la rivista letteraria Sent nel 2001 e la rivista web Eckermann nel 2016.
Ha lavorato come corrispondente per Radio Slobodna Evropa, per il quotidiano Blic, per l'agenzia di stampa FoNet e per il portale della Radiotelevisione serba OKO. Dal 2008 al 2013 è stato redattore capo dell'emittente televisiva Jedinstvo
Scrive racconti, poesie, opere teatrali, che pubblica in periodici letterari e libri separati, ed è rappresentato in numerose antologie di poesia e prosa nel paese e all'estero; si segnalano ad esempio le raccolte di poesie Зидови (Mura, 2014), insignita del Premio Meša Selimović e da cui è stato tratto il film omonimo, diretto dal regista Adem Tutić, e Бангладеш (Bangladesh, 2019), manifesto del movimento letterario fondato da Halilović, il Quantumismo, che intende richiamare l'esperienza della letteratura attraverso la forza dei frammenti e invita ad analizzare le particelle che innescano l'interpretazione di un'opera letteraria.
In Italia è noto per il romanzo Uomini senza tombe (Људи без гробова, 2020).
Vive a Novi Pazar, è sposato ed è padre di due figli.

## Opere tradotte in italiano
- Uomini senza tombe, Besa Muci, Nardò, 2023 - ISBN 9788836292257  (Људи без гробова, 2020 - traduzione di Helena Kaloper).